# Quixeré
Quixeré là một đô thị thuộc bang Ceará, Brasil. Đô thị này có diện tích 616,825 km², dân số năm 2007 là 18556 người, mật độ 30,08 người/km².